# Now & Forever (Kim Wilde)
Now & Forever è il nono album in studio della cantante britannica Kim Wilde, pubblicato nel 1995.

## Tracce
1. Breakin' Away
2. High on You
3. This I Swear
4. C'mon Love Me
5. True to You
6. Hypnotise
7. Heaven
8. Sweet Inspiration
9. Where Do You Go from Here
10. Hold On
11. You're All I Wanna Do
12. Life & Soul
13. Now & Forever
14. Back to Heaven